# Lukáš Pollert
Lukáš Pollert (Praga, 24 de março de 1970) é um canoísta de slalom checo na modalidade de canoagem.
Foi vencedor da medalha de Ouro em slalom C-1 em Barcelona 1992 e da medalha de Prata na mesma categoria em Atlanta 1996.